# Namao Ridge and Sturgeon View Estates
Namao Ridge and Sturgeon View Estates est une communauté située dans la province d'Alberta, dans le centre-est.